# Nationale dag van de Volksrepubliek China

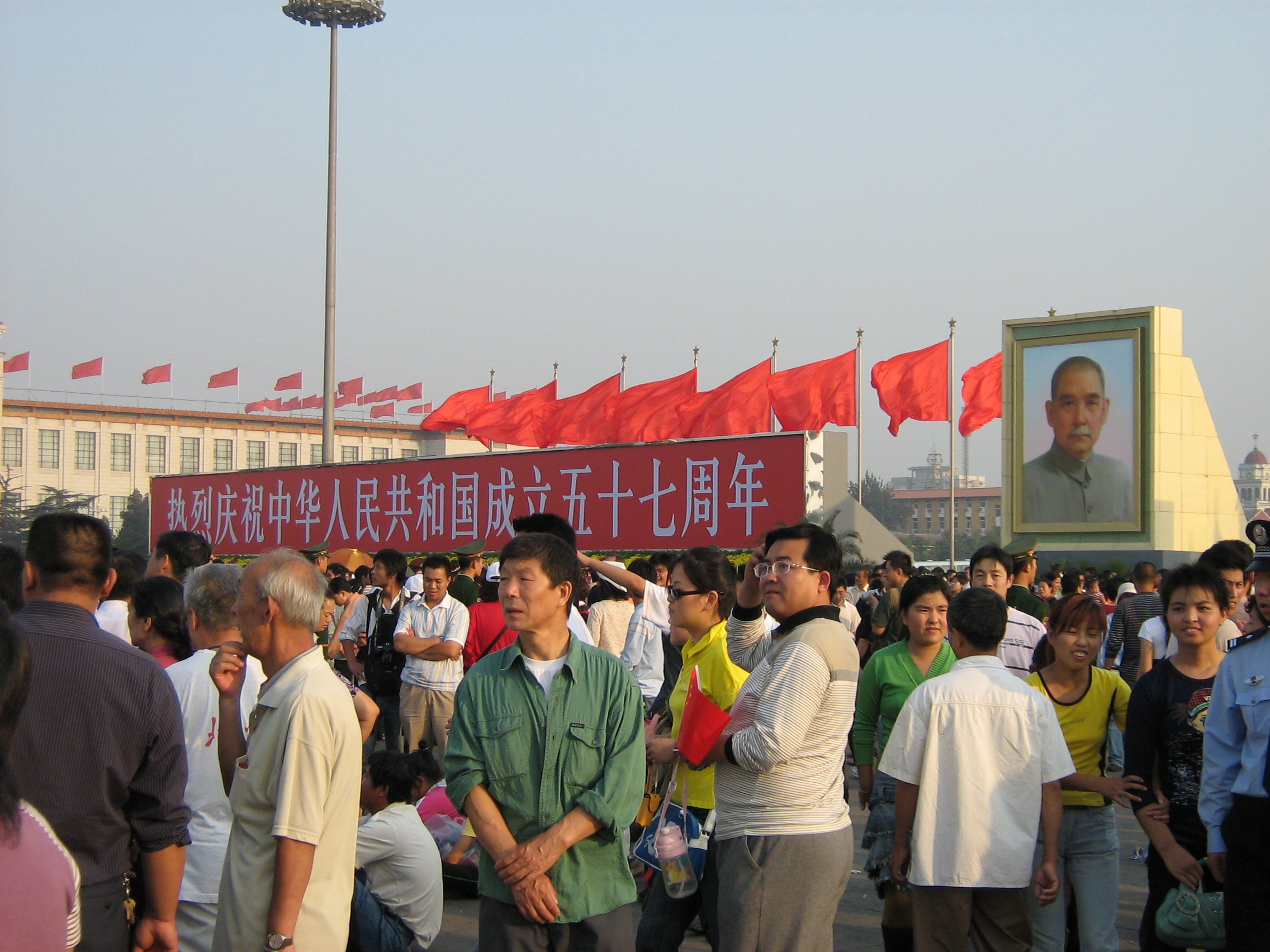
De Nationale dag van de Volkrepubliek China in 2006 op het Plein van de Hemelse Vrede

De Nationale dag van de Volksrepubliek China wordt elk jaar gevierd op 1 oktober van de gregoriaanse kalender. Het is een algemene feestdag in de Volksrepubliek China.
De Republiek China en het Dubbel Tienfestival werd op 1 oktober 1949 opgeheven op het Chinese vasteland, in plaats daarvan heeft Mao Zedong (Communistische Partij) op die dag de Volksrepubliek China uitgeroepen. Met een ceremonie op het Plein van de Hemelse Vrede. De leden van de Kwomintang (Nationalisten) zijn toen naar Taiwan gevlucht, en regeert tot de dag van vandaag daar nog steeds. De centrale Chinese regering gaf de resolutie op de Nationale Dag van de Volksrepubliek China op 2 december 1949 en verklaarde dat 1 oktober de Nationale Dag is.
De nationale dag is tevens het begin van een van de twee Gouden weken in de Volksrepubliek China. Toch zijn er vragen of Gouden weken blijven bestaan.
De nationale dag wordt gevierd op het Vasteland van China, Hongkong en Macau. Er wordt door de overheid georganiseerde festiviteiten georganiseerd, inclusief met vuurwerk en concerten. Openbare plaatsen, zoals het Plein van de Hemelse Vrede in Peking, worden ingericht in een feestelijk sfeertje. Portretten van gerespecteerde leiders, zoals Sun Yat-sen, worden in het openbaar getoond.
In lustrumjaren wordt de nationale dag uitbundig gevierd, ook komen er soldaten, politieagenten en andere versterkingen bij om te kijken of alles goed verloopt.